# Seestaller Weiher
Der Seestaller Weiher ist ein verlandendes Toteisloch im Zeller Wald zwischen Dietramszell-Habichau nahe im Nordwesten und Bad Tölz-Kirchbichl weiter im Süden. Er ist als Naturdenkmal ausgezeichnet.
Die Seefläche ist stark verschilft und besitzt nur noch wenig offene Wasserflächen. Der Abfluss erfolgt unterirdisch, wohl zum Habichauer Bach, der hinter einem Hügelring im Norden vorbeifließt und Nebenbäche von östlich und westlich des Weihers aufnimmt.